# Нелинейная оптика
Нелине́йная о́птика — раздел оптики, в котором исследуется совокупность оптических явлений, наблюдающихся при взаимодействии световых полей с веществом, у которого имеется нелинейная реакция вектора поляризованности {\displaystyle {\vec {P}}} на вектор напряжённости электрического поля {\displaystyle {\vec {E}}} световой волны. В большинстве веществ данная нелинейность наблюдается лишь при очень высоких интенсивностях света, достигаемых при помощи лазеров. Принято считать как взаимодействие, так и сам процесс линейными, если его вероятность пропорциональна первой степени интенсивности излучения. Если эта степень больше единицы, то как взаимодействие, так и процесс называются нелинейными. Таким образом возникли термины линейная и нелинейная оптика. В нелинейной оптике принцип суперпозиции не выполняется.
Появление нелинейной оптики связано с разработкой лазеров, которые могут генерировать свет с большой напряжённостью электрического поля, соизмеримой с напряжённостью микроскопического поля в атомах.
Основные причины, вызывающие различия в воздействии излучения большой интенсивности от излучения малой интенсивности на вещество:
1. При большой интенсивности излучения главную роль играют многофотонные процессы, когда в элементарном акте поглощается несколько фотонов.
2. При большой интенсивности излучения возникают эффекты самовоздействия приводящие к изменению исходных свойств вещества под влиянием излучения.

К нелинейной оптике относят целый ряд физических явлений:

## История
Первым предсказанным нелинейным оптическим эффектом было двухфотонное поглощение Марии Гёпперт-Майер, получившей докторскую степень в 1931 году. Некоторые нелинейные эффекты были обнаружены ещё до создания лазера. Теоретические основы многих нелинейных процессов были впервые описаны в монографии Бломбергена «Нелинейная оптика».

## Многофотонные процессы(процессы с изменением частот)
- Генерация второй гармоники, или удвоение частоты света, являющееся генерацией света с удвоенной частотой и уменьшенной вдвое длиной волны;
- Сложение частот света — генерация света с частотой, равной сумме частот двух других световых волн. Удвоение частоты является частным случаем данного явления;
- Генерация третьей гармоники — генерация света с утроенной частотой. Обычно является комбинацией двух предыдущих явлений: сначала происходит удвоение частоты, а затем сложение частот исходной волны и волны с удвоенной частотой;
- Генерация разностной частоты — генерация света с частотой, равной разности частот двух других световых волн.
- Параметрическое усиление света — усиление входного (сигнального) светового пучка в присутствии более высокочастотной волны накачки, с одновременным образованием холостой волны;
- Параметрическая осцилляция — генерация сигнальной и холостой волны с использованием параметрического усилителя в резонаторе (без входного пучка);
- Параметрическая генерация света подобна параметрической осцилляции, однако резонатор отсутствует. Вместо него используется сильное усиление света;
- Спонтанное параметрическое рассеяние — уменьшение частоты света при его прохождении через нелинейный оптический кристалл;
- Электрооптическая поляризация (оптическое выпрямление) — процесс генерации постоянного электрического поля при прохождении света через вещество;
- Четырёхволновое взаимодействие;
- Самоиндуцированная прозрачность — явление резкого уменьшения потерь энергии при прохождении ультракоротких монохроматических импульсов излучения через резонансную среду.

## Другие нелинейные явления
- Оптический эффект Керра, являющийся зависимостью показателя преломления от интенсивности света;
  - Самофокусировка, Самодефокусировка;
  - Фазовая самомодуляция;
  - Синхронизация мод, основанная на эффекте Керра (KLM);
  - Частотная самомодуляция света сверхкоротких световых импульсов;
  - Оптические солитоны;
  - Межфазовая модуляция;
  - Четырехволновое взаимодействие;
  - Генерация ортогонально поляризованной волны — эффект возникновения волны с поляризацией, перпендикулярной к вектору поляризации {\displaystyle {\vec {E}}} исходной волны;
  - Усиление Рамана;
  - Оптическое объединение фазы.
- Рассеяние Мандельштама — Бриллюэна, являющееся взаимодействием оптических фотонов с акустическими фононами;
- Двухфотонное поглощение — одновременное поглощение двух фотонов, передающих свою суммарную энергию одному электрону;
- Множественная фотоионизация, квазиодновременный процесс выбивания множества связанных электронов одним фотоном;
- Хаос в оптических системах

## Связанные процессы
В таких процессах среда обладает линейным откликом на воздействие света, однако на свойства вещества оказывают влияние другие факторы. Примерами являются:
- Электрооптический эффект Поккельса, в котором показатель преломления зависит от напряжённости приложенного электрического поля. Используется в электрооптических модуляторах;
- Акустооптика. Показатель преломления в акустооптических системах меняется под действием распространяющихся в среде ультра- и гиперзвуковых акустических волн. Эффект находит применение в акустооптических модуляторах;
- Комбинационное рассеяние (рамановское), являющееся взаимодействием фотонов с оптическими фононами;
- Магнитооптический эффект Фарадея;
- Эффект Коттона-Мутона;
- Электрогирация.

## Процессы с изменением частоты
Одним из наиболее часто используемых процессов с изменением частот является генерация второй гармоники. Это явление позволяет преобразовать выходное излучение Nd:YAG лазера (1064 нм) или лазера на сапфире, легированного титаном (800 нм) в видимое, с длинами волн 532 нм (зелёное) или 400 нм (фиолетовое), соответственно.
На практике для реализации удвоения частоты света в выходной пучок лазерного излучения устанавливают нелинейный оптический кристалл, ориентированный строго определённым образом. Обычно используют кристаллы β-бората бария (BBO), KH2PO4 (KDP), KTiOPO4 (KTP) и ниобат лития LiNbO3. Эти кристаллы имеют необходимые свойства, удовлетворяющие условию синхронизма (см. ниже), имеют особую кристаллическую симметрию, а также являются прозрачными в данной области спектра и устойчивы к лазерному излучению высокой интенсивности. Однако, существуют органические полимерные материалы, которые, возможно, в будущем смогут вытеснить часть кристаллов, если будут более дешевы в изготовлении, более надёжны или будут требовать более низких напряжённостей полей для возникновения нелинейных эффектов.

### Теория
Большое количество явлений нелинейной оптики могут быть описаны как процессы со смешением частот. Если наведенные дипольные моменты в веществе немедленно отслеживают все изменения приложенного электрического поля, то поляризованность диэлектрика (дипольный момент на единицу объёма) {\displaystyle P(t)} в момент времени {\displaystyle t} в среде может быть записана в виде ряда по степеням {\displaystyle E}:
{\displaystyle P(t)\propto \chi ^{(1)}E(t)+\chi ^{(2)}E^{2}(t)+\chi ^{(3)}E^{3}(t)+\cdots }
Здесь, коэффициент {\displaystyle \chi ^{(n)}} — нелинейная восприимчивость среды {\displaystyle n}-го порядка. Для любого трёхволнового процесса член второго порядка является необходимым. Если среда обладает симметрией относительно инверсии, то этот член равен нулю.